# Seyyan Hanım
Seyyan Oskay, osmanisch: سايان اوسقاي; in der Öffentlichkeit als Seyyan Hanım bekannt (geb. 1913 in Thessaloniki; gest. 16. Mai 1989 in İstanbul) war eine Sängerin der Türkei der 1930er Jahre. Zu ihrem Repertoire zählten Tango, Foxtrott und Rumba-Stücke in türkischer Sprache.

## Leben und Karriere
Als Absolventin des Istanbul Belediye Konservatuvarı wurde ihr Gesangstalent entdeckt, 1930–1931 hatte sie erste Auftritte im bekannten Istanbuler Lokal Moulin Rouge. Als Seyyan 1932 den von Necip Celal Andel komponierten ersten türkischsprachigen Tango Mazi aufnahm, verschaffte ihr dies landesweit den Durchbruch. Hintergrund war, dass unter dem Einfluss der Gesellschafts- und Musikreformen Mustafa Kemals westliche Musik gefördert wurde und erstmals eine Generation muslimischer Sängerinnen in der Öffentlichkeit auftrat, zu der auch Seyyan Hanım zählte. Das Genre ihrer Werke deckt zumeist die Musik der damals auch in der Türkei beliebten Gesellschaftstänze (Foxtrott, Rumba und ganz besonders Tango) ab und wurde mit orientalisch-türkischen Elementen verschmolzen. 
Als sie den Leutnant Sait Oskay heiratete und mit ihm nach Sarıkamış zog, reiste sie nur noch wenige Male nach Istanbul und nahm für das Label Odeon und bei Columbia Records einige Platten auf. Insgesamt sollen um die 50 Schallplatten entstanden sein.
Ab 1942 zog sie sich komplett von der musikalischen Karriere zurück und verstarb 1989 in ihrem Haus in Maltepe. 
Kalan Müzik veröffentlichte die verschollenen Werke in dem Album „Seyyan Hanım’dan Tangolar“, und das Label Oriente Musik veröffentlichte einige Werke in der Zusammenstellung Old World Tangos Vol. 4: Istanbul Tango 1927–1953. 
Ihr Leben wurde von dem Journalisten Toktamış Ateş im teils fiktionalen Werk Seyyan Hanım ve Diğerleri literarisch bearbeitet. 
Ihre Lieder sind im Repertoire von Sema Moritz, die diesen Zeitabschnitt musikalisch wiederbelebt.

## Werke (Auswahl)
Rumba:
- Gelmez Oldu Hiç Sesin

Tango:
- Özleyiş
- Ne olurdu sen benim olsaydın
- Mehtaplı Gece
- Siyah Gözlere

Foxtrott:
- Gönlüm Sensiz Olmaz
- Sen Kuzu gibi

Märsche:
- Ankara
- Demiryolu

Chansons:
- Yıldızların Altında (Ein landesweit bekanntes Chanson, mehrfach gecovert, u. a. Zeki Müren, Kargo)
- Hasret (oft gevovert, u. a. von Sema Moritz)
- Kim içerse Halis Düzü
- Daktilo
- Cici Berber